# تپه بن درکی ۴
تپه بن درکی ۴ مربوط به دوره ساسانیان است و در شهرستان پل‌دختر، بخش مرکزی، دهستان جایدر، ۳۵ کیلومتری جنوب غرب روستای چم گردله واقع شده و این اثر در تاریخ ۲۲ آبان ۱۳۸۶ با شمارهٔ ثبت ۲۰۱۲۰ به‌عنوان یکی از آثار ملی ایران به ثبت رسیده است.